# Acfer 004
Acfer 004 — метеорит-хондрит масою 1020 грам.